# 三碘化铪
三碘化铪是铪的一种碘化物，化学式 HfI3。

## 制备
三碘化铪可以由四碘化铪被碘还原而成。产物并不是整比的，成分在 HfI3.00到HfI3.50（Hf0.86I3）之间。

## 性质
三碘化铪是一种黑色固体。它的晶体结构和三碘化锆一样。三碘化铪在 275 °C以上分解。